# 假贝母
假贝母（学名：Bolbostemma paniculatum），为葫芦科假贝母属下的一个植物种。